# التقليد العظيم

الطبعة الأمريكية الأولى
(نشر. جورج والتر ستيوارت)

التقليد العظيم هو كتاب نقد أدبي كتبه فرانك ريموند ليفيز ، ونشره تشاتو وويندوس [الإنجليزية] عام 1948.

## المحتوي
ذكر ليفيز إن جاين أوستن وجورج إليوت وهنري جيمس وجوزيف كونراد من الروائيين اللغة الإنجليزية العظماء. ويعتبر أن الروائي العظيم هو الذي يبتكر في فن الرواية. ويرى أن الذكاء وحده لا يكفي لجعل الكاتب عظيمًا إذا لم يبتكر أسلوبه الخاص.
يشدد ليفيز على أهمية فهم الأدب كتعبير عن الحياة كواقع أخلاقي معقد، ويؤكد على أهمية الانضباط الذاتي والنضج في الكتابة الجيدة. ويروج لفكرة أن روايات القرن الثامن عشر مهمة تاريخيًا ولكن ليست عظيمة.

## وصلات خارجية
- التقليد العظيم في Archive.org